# Skoroszyce
Skoroszyce (niem. Friedewalde; daw. Kubinów) – wieś w Polsce położona w województwie opolskim, w powiecie nyskim, w gminie Skoroszyce.
Miejscowość administracyjnie należy do województwa opolskiego od jego utworzenia w 1950 r.
Miejscowość jest siedzibą gminy Skoroszyce.

## Historia
Od pocz. XVIII wieku wieś posiadała pieczęć gminną, na której wizerunku przedstawiono na kartuszu wizerunek łabędzia (?) i ryby (?), znad kartusza wyrasta pięć kwiatów oraz drugą pieczęć, na której postać świętej Jadwigi Śląskiej, trzymającej w prawej ręce but (?), w lewej model kościoła, poniżej kwitnące kwiaty .

## Zabytki
Do wojewódzkiego rejestru zabytków wpisane są:
- kościół par. pw. św. Jadwigi, z XIV-XIX w., po 1949 r.
- cmentarz par. przy kościele
  - ogrodzenie z trzema kapliczkami
- park pałacowy, z pocz. XIX w.